# Inżynieria biomateriałów
Inżynieria biomateriałów jest dziedziną nauki interdyscyplinarnej, która sprowadza się do badania i wytwarzania materiałów biozgodnych, implantów, aparatury medycznej i sztucznych narządów. Jej szerokie zastosowanie możemy dostrzec w inżynierii genetycznej, biotechnologii i inżynierii biomedycznej. 

Główne obszary badawcze: 
- biomateriały
- protezy, implanty i sztuczne narządy
- inżynieria tkankowa i inżynieria genetyczna
- metody badań biomateriałów i tkanek